# Колдунья (фильм, 1972)
Колдунья (итал. Arcana) — итальянский фильм ужасов 1972 года режиссёра Джулио Квести.

## Сюжет
В Милане проживает вдова, которая зарабатывает себе на жизнь тем, что занимается ясновидением и экстросенсорикой. Здесь же с ней живёт и её сын. Однако вовсе не мать действительно проявляет экстраординарные способности, а её сын, который постепенно всё больше и больше начинает проявлять свои сверхспособности. Используя их, он заставляет женщин заниматься с ним сексом, а других может и вовсе убить либо свести с ума.

## В ролях
- Тина Омон — мисс Тарантино
- Лючия Бозе — сын
- Маурицио Дельи Эспости — Мариса

## Критика
Луис Поль в своей книге Italian Horror Film Directors назвал картину претенциозной драмой, маскирующейся под сюрреалистический художественный фильм.